# Shollenberger Park
El Parque Shollenberger se encuentra en la ciudad de Petaluma en el condado de Sonoma, California. Este Parque posee ciento sesenta y cinco acres al lado del río de Petaluma. Es considerado uno de los bellos pantanos en Petaluma. El parque es llamado Shollenberger en memoria a Richard Shollenberger, quien fue el jefe de parques en la ciudad de Petaluma. El parque fue abierto en 1995.
Además, el parque es un lugar de recreación. Tiene una pista de una milla para correr, montar bicicleta, caminar con su mascota y actividades similares mientras gozan de la naturaleza. Para los que les gusta observar a los pájaros durante todo el año hay gran variedad de aves los cuales puede ver. 